# Narrskinn
Narrskinn (Peniophorella praetermissa) är en svampart som först beskrevs av Petter Adolf Karsten, och fick sitt nu gällande namn av K.H. Larss. 2007. Enligt Catalogue of Life ingår Narrskinn i släktet Peniophorella, klassen Agaricomycetes, divisionen basidiesvampar och riket svampar, men enligt Dyntaxa är tillhörigheten istället släktet Peniophorella, familjen Rickenellaceae, ordningen Hymenochaetales, klassen Agaricomycetes, divisionen basidiesvampar och riket svampar. Arten är reproducerande i Sverige. Inga underarter finns listade i Catalogue of Life.

## Bildgalleri

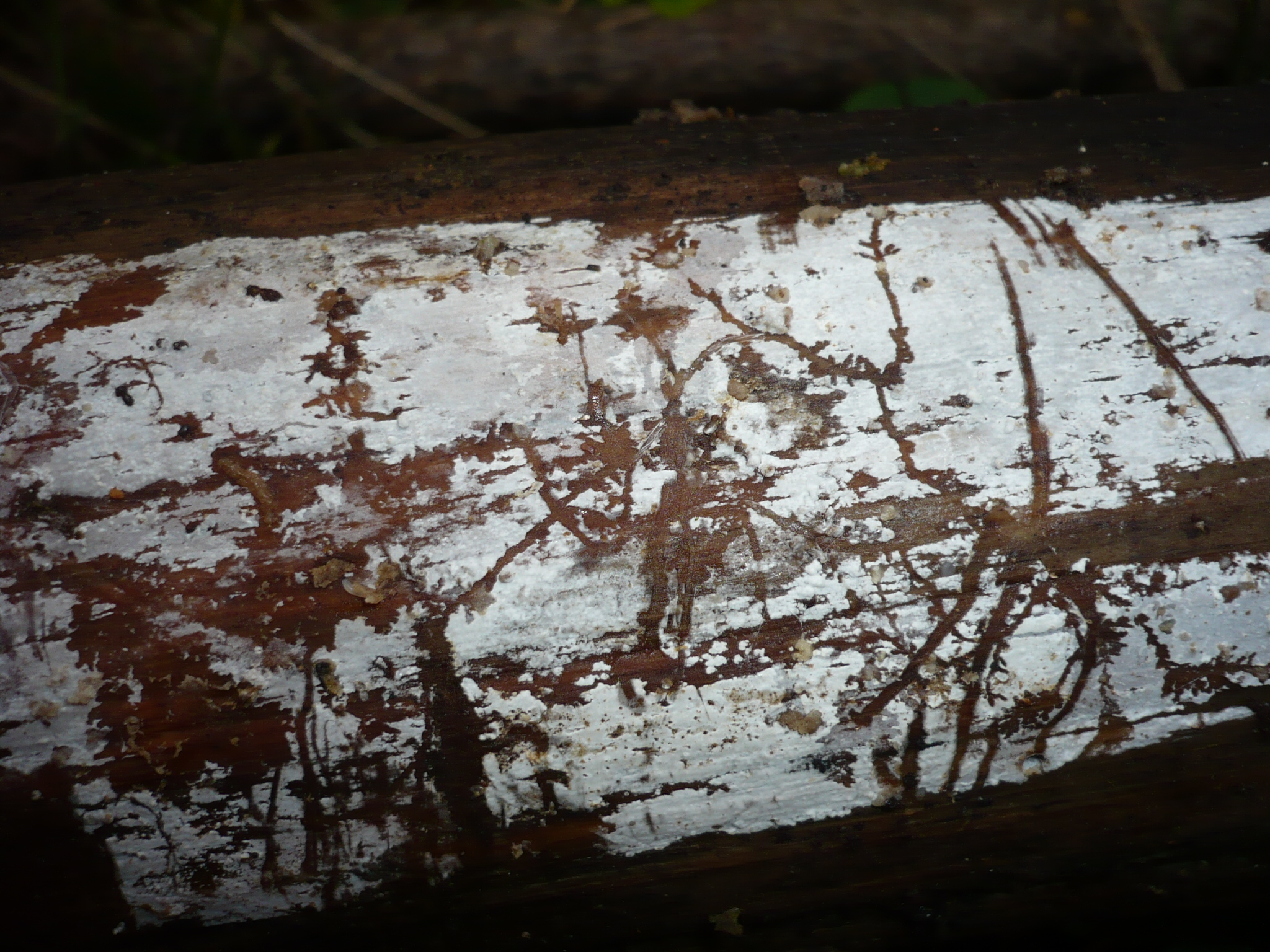